# Кидер, Феликс Ихильевич
Феликс Ихильевич Кидер (укр. Фелікс Іхільович Кідер, 1938—2003) — советский и украинский график, живописец и скульптор. Мастер экслибриса.

## Биография
1938. Феликс Ихильевич Кидер родился 7 сентября в г. Балашиха Московской области в семье военнослужащего. 

1941—1945. Годы жизни Феликса Кидера с матерью в эвакуации (Алтайский край). 

1945—1947. Переезд семьи Кидер в г. Кушка, по месту службы отца. 

1952. Переезд семьи в Новую Каховку на строительство Каховской ГЭС. 

1955—1959. Обучение в Крымском художественном училище им. Н. Самокиша. 

1959—1963. Годы военной службы в рядах Военно-Морского Черноморского флота. 

1963—1968. Годы учебы в Харьковском художественно-промышленном институте. 

1969. Переезд с семьёй в г. Херсон. Работа в архитектурной мастерской ГИПРОГрада. Участие в Херсонских художественных выставках. Принят в Херсонское отделение Художественного фонда Украины при поддержке искусствоведа В. Г. Чупрыны. 

1970—1973. Работа в группе херсонских художников над мозаикой для фасада киноконцертного зала «Юбилейный». Выполнение рельефной композиции «Эволюция развития связи на Херсонщине» в операционном зале Херсонского почтамта, рельефной мозаики «Запорожцы пишут письмо турецкому султану» для интерьера винсовхоза «Казацкий»; рельефного панно для спортивного зала спортшколы г. Новая Каховка — по эскизам Ф. Кидера совместно с художниками А. Бабаком и А. Светлаковым. Выполнил серию рисунков «Вьетнам». 

1974. Начало работы в технике офорта. Выполнена серия гравюр, посвященная Чили. 

1975. Принят в члены Союза художников Украины. 

1977—1987. Создание серии иллюстраций к рассказу Э. Хемингуэя «Старик и море», к книге З. Косидовского «Библейские сказания» и др. 

1985. Творческая поездка в Дом творчества «Сенеж» и работа в технике литографии. 

1988. Первая персональная выставка в Выставочном зале Херсонского отделения Союза художников. 

1991. Выполнил живописный полиптих «Сказания». 

1992. Начало работы над живописной серией натюрмортов на тему «Скрипка». 

1993. Поездка в Израиль. Персональная выставка в Выставочном зале Херсонского отделения Союза художников. 

1996. Персональная выставка в Херсонском художественном музее им. А. А. Шовкуненко. Активная работа над темой «Аскания». Создание живописных серий картин: квадриптих «Перекати-поле», триптих «Степные галактики», полиптих «Аскания», триптих «Степные камни» и др. Персональная выставка, посвященная 60-летию. Первое участие в международной выставке экслибриса (выставка во время работы Международного конгресса экслибриса в Санкт-Петербурге). 

2000—2002. Работа над серией пастелей «Ню». 

2002. Присвоено звание «Заслуженный художник Украины». 

2003. Скончался 23 июня в г. Херсоне. 7 сентября открылась посмертная выставка Феликса Ихильевича Кидера в Выставочном зале Херсонского отделения Союза художников Украины.